# Марлене
«Марлене» (нидерл. FC Marlène) — голландский мини-футбольный клуб из Херхюговарда. Основан в 1973 году. На данный момент играет в Топдивизи, высшем дивизионе в структуре голландского мини-футбола.

## Титулы
- Чемпион Нидерландов по мини-футболу: 2004, 2006, 2009 (3)
- Обладатель Кубка Нидерландов по мини-футболу: 2004, 2005, 2006, 2007, 2009 (5)
- Обладатель Суперкубка Нидерландов по мини-футболу: 2005, 2006, 2008 (3)